# الحدث نيوز
انطلقت قناة الحدث في عام 2009 من مدينة الإنتاج الإعلامي في جمهورية مصر العربية بتمويل عراقي من قبل الشيخ عبد اللطيف الهميم . ويترأس إدارتها نجله السيد محمد عبد اللطيف الهميم، حيث ضمت في انطلاقتها كوكبة من الإعلاميين العراقيين والعرب وعنيت بالشأن العراقي حين كان العراق يرزح تحت الاحتلال الأمريكي، وبعد خروج قوات الاحتلال من العراق خرجت الحدث من قوقعة التغطية الخبرية المحلية لتشمل كل البلدان العربية، وكانت بداية تميزها في تغطية التظاهرات الليبية ضد الرئيس السابق معمر القذافي وحصلت قناة الحدث على المركز الثالث ضمن القنوات ذات المشاهدة العالية في ليبيا[بحاجة لمصدر].

## العاملون
بترأس مجلس إدارتها الدكتور عبد اللطيف الهميم الأمين العام لجماعة علماء ومثقفي العراق، ويديرها بشكل مباشر نجله محمد عبد اللطيف الهميم، يعمل بها قرابة 140 عاملاً بين مذيع إخباري ومقدم برامج ومحررين إخباريين وكادر هندسي.
الكوادر البشرية
يدير قناة الحدث تنفيذيًا الإعلامي العراقي أيمن خالد ويدير قسم الأخبار السيد خالد العيسوي وتدار برامجها من قبل السيد سعد الشريف ويتابع إطلالتها الفنية على الشاشة السيد عمر محمد شريف وتدار هندسياً من قبل المهندس أحمد يحيى.

## المذيعون
- الغضنفر عبد المجيد عراقي
- أيمن خالد عراقي
- محمد جمال هلال (إعلامي) مصري
- احمد الموجي مصري
- محمد الرميحي مصري
- د.لبنى الشطاب جزائرية
- مي النحاس مصري
- محمد عبد العال مصري
- بلال الجميلي عراقي
- محمد حمدان عراقي
- هند وسام مصرية
- مروان الخطيب سوري
- حمزة رزوق جزائري
- تسابيح مبارك السودان

## السياسة التحريرية
تعتمد قناة الحدث في سياستها على نظرية صناعة الخبر من الألف إلى الياء حيث لا تمتلك أي اشتراك مدفوع مع وكالات إخبارية عالمية وإنما تعمل مع شبكة مراسلين في مختلف البلدان العربية يمدونها بالأحداث الجارية كل من بلده، وتعتمد في المعادل الصوري على المشاركات المرسلة من الجمهور والمرسلة من شبكة المراسلين .

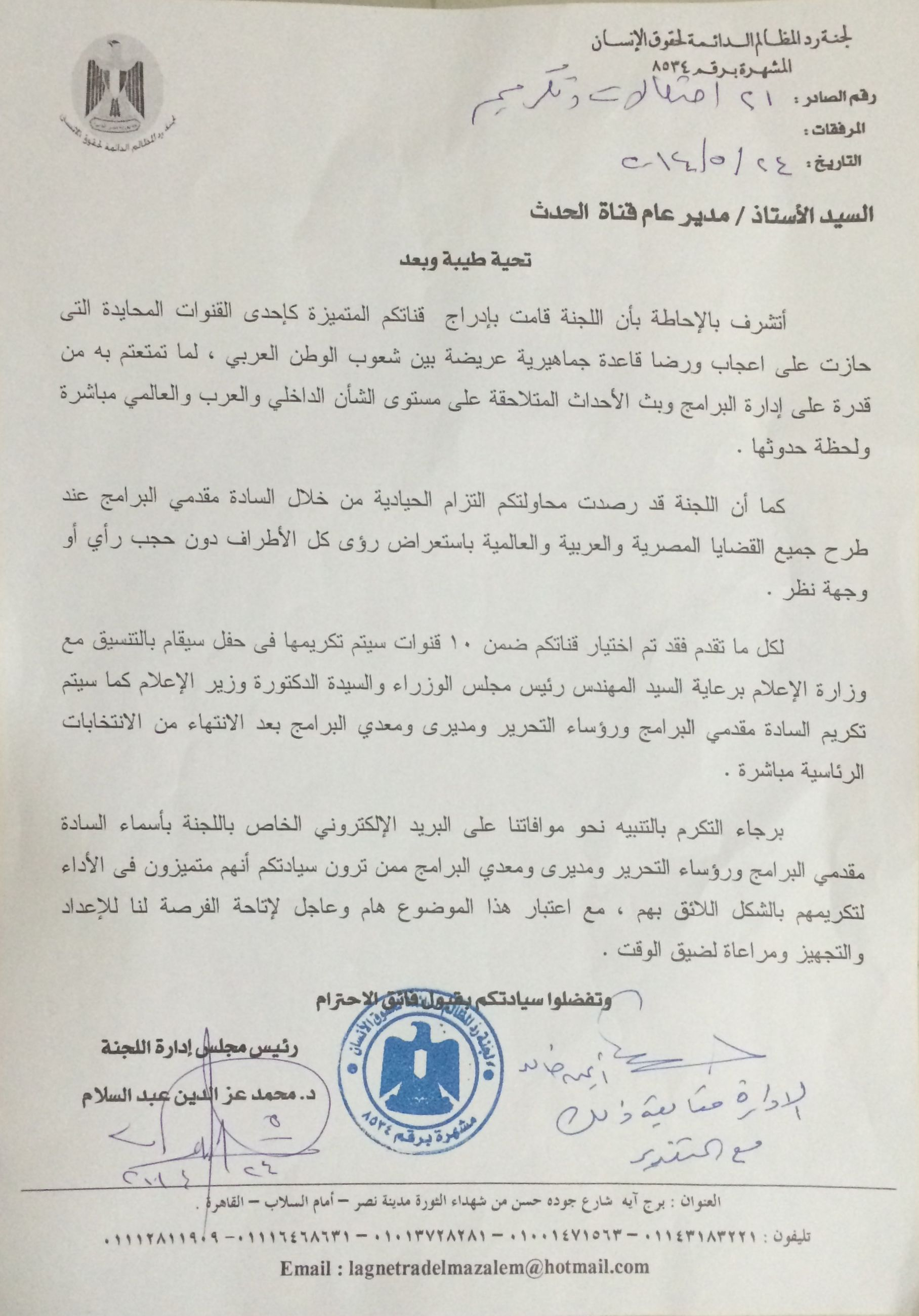
تكريم قناة الحدث

## الوصول والانتشار
قناة الحدث لم تسجل انتشارا كبيرا لدى المشاهد العربي ولكن كانت موجودة في العراق، وما إن بدأ الربيع العربي حتى وجدت الحدث وزرعت لها مكاناً جيداً في أوساط البلدان التي شهدت أحداث الربيع العربي مثل ليبيا, مصر, سوريا, اليمن, تونس.

## برامج الحدث
البرامج اليومية والأسبوعية.
- مدارات يومية
- نافذة حرة
- أكثر عمقاً
- نقاط ساخنة
- أحداث الأسبوع
- أجندة عراقية
- ستوديو الثامنة
- تحت الظل
- الساعة الخامسة والعشرون

## نشرات الحدث
الحدث تنتج 7 نشرات إخبارية كاملة على مدار 14 ساعة بتوقيتات 10,12,14,16,18,21,23 بتوقيت القاهرة

## احتيال الحدث
في يوم السادس من شهر مارس اذار في عام 2014 قامت قناة العربية الحدث بانتحال اسم قناة الحدث ومحاولة سطوها على اسم قناة الحدث وسجلت قناة الحدث شجبها واستنكارها للسلوك غير المهني من مؤسسة إعلامية مشهود لها بالحرفية مثل مجموعة MBC وتم رفع أكثر من شكوى ومخاطبة جهات عديدة لرفع الضيم والانتهاك المعنوي والمادي ولكن للأسف لم تجد قناة الحدث الرد الفعلي المطمئن مما أضطرها ان تتخذ سلك القانون المصري وساحة القضاء كأجراء أخير لرد حقوقها المعنوية والمادية وحيث إن قناة الحدث مسجلة في هيئة الاستثمار المصرية برقم 5465/2009 ومثبت فيها استخدام الاسم التجاري (الحدث) وكلمة قناة هي إشارة لهيئة النشاط التجاري 

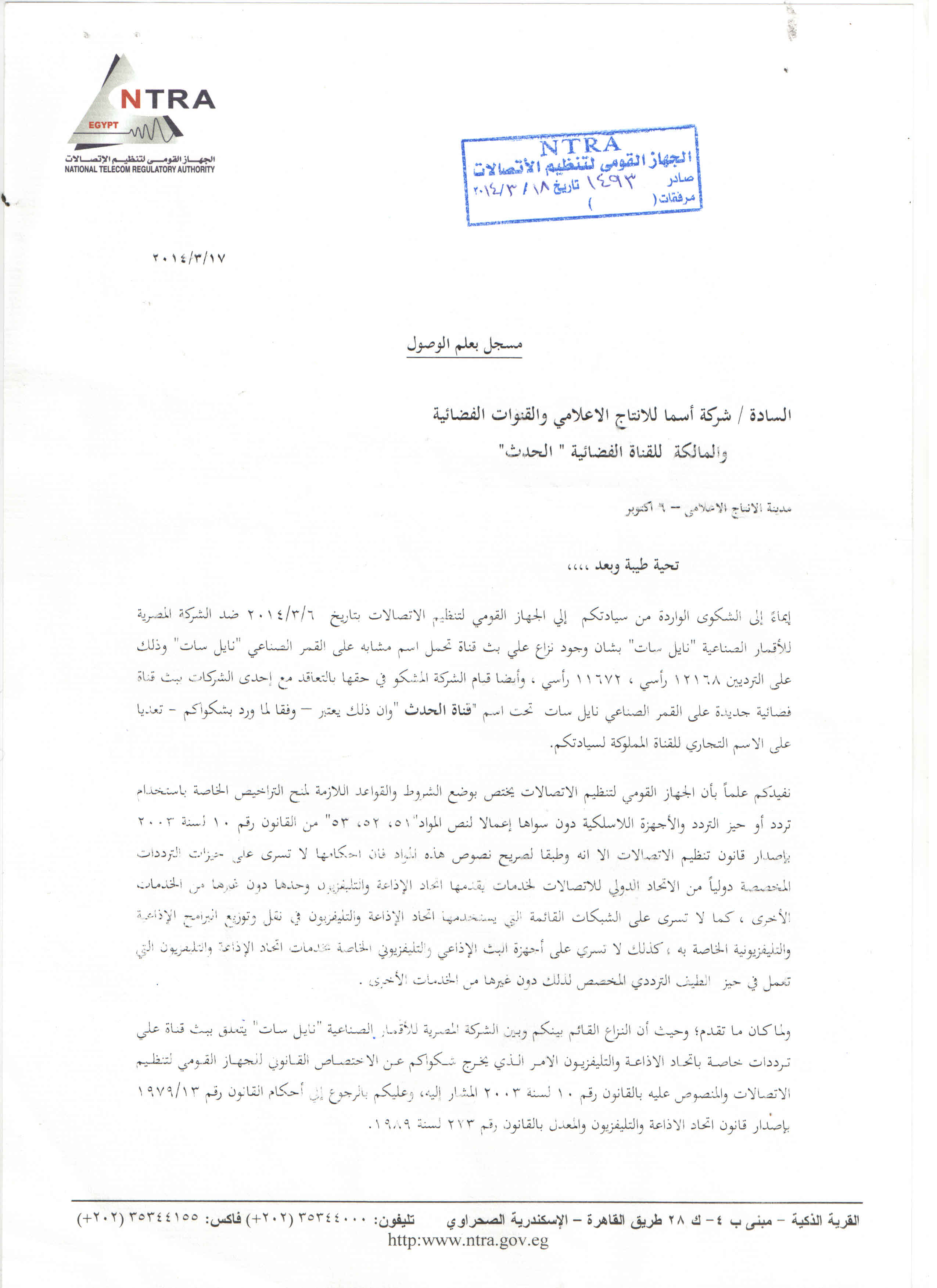
شكوى من قناة الحدث للجهاز القومي لتنظيم الاتصالات في مصر حول احتيال اسم الحدث

 علما ان القضية أصبحت في ساحة القضاء المصري حتى وقت كتابة هذا المقال. فديو تسجيلي عن رأي العراقيين في حادثة احتيال اسم قناة الحدث.
خبر منشور عن انتحال اسم الحدث. وثيقة أخرى صادرة من قناة الحدث إلى الجهاز القومي لتنظيم الاتصالات في مصر يشكو انتحال قناة أخرى لنفس الاسم على القمر الصناعي نايل سات

## الإمكانات الفنية والتقنية
تمتلك قناة الحدث ستوديو بسعة 250 مترا في الشركة المصرية لمدينة الإنتاج الإعلامي مؤجرا بطريقة حق الانتفاع مجهز بعدد 6 كاميرات من نوع سوني وجهاز لدمج الصور ب 24 مدخلاً من نوع Ross 

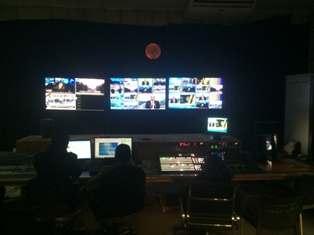
studio_alhadath

 وتم تجهيز الاستوديو بطريقة تمنح الكادر الحرية في استخدام مفرداته التقنية وتوظيفه لخدمة نشرات الاخبار أو البرامج السياسية 

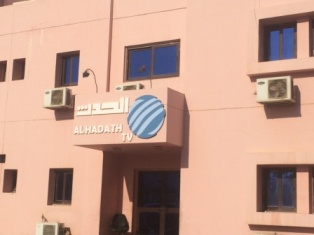
Alhadath studio

## التواصل المجتمعي
تحرس الحدث على التواصل مع جميع المشاهدين في عموم دول العالم حتى انها رفضت ان تجعل المداخلات الهاتفية من الجمهور مدفوعة الثمن المضاعف وانما اكتفت ان تكون بتكلفة الاتصال العادي وفتحت أكثر من منفذ تواصل الكتروني مع جمهورها مثل:
الفيسبوك, تويتر, يوتيوب, جوجل+